# Szepty i krzyki
Szepty i krzyki (szw. Viskningar och rop) – szwedzki dramat psychologiczny z 1972 roku w reżyserii Ingmara Bergmana, nakręcony wedle autorskiego scenariusza.

## Opis fabuły
Arystokratyczny dwór u schyłku XIX wieku, Agnes (Harriet Andersson) umiera na raka, jej siostry Maria (Liv Ullmann) i Karin (Ingrid Thulin) wracają do rodzinnego domu, by spędzić z nią ostatnie chwile.

## Obsada
- Harriet Andersson – Agnes
- Kari Sylwan – Anna
- Ingrid Thulin – Karin
- Liv Ullmann – Maria
- Malin Gjörup – Córka Anny
- Linn Ullmann – Córka Marii
- Rosanna Mariano – Agnes jako dziecko
- Monika Priede – Karin jako dziecko
- Lena Bergman – Maria jako dziecko
- Erland Josephson – lekarz
- Henning Moritzen – Joakim
- Georg Årlin – Frederik
- Inga Gill – Narratorka
- Greta Johansson – Przedsiębiorczyni pogrzebowa
- Karin Johansson – Przedsiębiorca pogrzebowy
- Anders Ek – Isak, ksiądz
- Ann-Christin Lobråten – Widz
- Lars-Owe Carlberg – Widz
- Börje Lundh – Widz
- Ingrid von Rosen – Widz

## Nagrody
Film był nominowany w 1974 roku do Nagrody Akademii Filmowej w 5 kategoriach (najlepsze zdjęcia, najlepsze kostiumy, najlepsza reżyseria, najlepszy scenariusz, najlepszy film roku). Statuetkę otrzymał jednak tylko Sven Nykvist w kategorii najlepsze zdjęcia. Film otrzymał też dwie nominacje do nagród BAFTA oraz nominację do Złotego Globu dla najlepszego filmu nieanglojęzycznego. Za Szepty i krzyki Ingmar Bergman otrzymał nagrodę dla najlepszego reżysera roku od National Board of Review.